# MFK Košice
FC VSS Košice ili FC VSS Košice je bio slovački nogometni klub iz grada Košica, koji je išao u stečaj 2018. godine, a umjesto njega je nastao FK Košice.

## Povijest
Klub je osnovan 1903. kao Kassai AC (mađarski: Kassai Atlétikai Club, slovački: Košický Atletický Klub). Boje kluba bile su odmah plava i žuta. 1910-ih klub se natjecao u mađarskom prvenstvu. 1909. Kassai AC osvojio je prvenstvo Kraljevine Mađarske. Kasnije su igrali u istočnoj skupini slovačko-potkarpatske divizije između 1935-38. U razdoblju 1939–40. klub je igrao Mađarsku ligu I. Među najuspješnijim igračima Kassai AC bili su Szaniszló, Šiňovský, braća Drotár, Klein, Lebenský, Dráb i Pásztor. Klub je dugi niz godina imao sjedište na stadionu u Sokoljevoj ulici kapaciteta 16.000 gledatelja. Stadion je često bio pun. Nakon završetka Drugog svjetskog rata tri gradska kluba Kassai AC, Kassai Törekvés i ČsŠK spojena su u jedan klub pod imenom Jednota Košice. Jednota je počeo igrati u Čehoslovačkoj ligi 1945. U prvoj sezoni završili su ligu kao četvrti u skupini B, što se tada smatralo lijepim uspjehom.
Kassai AC i Jednota postali su FC VSS 1952. godine. Tim je dobio ime po slovačkoj riječi Strojári (Inženjeri, na engleskom), jer je glavni sponzor bio VSS (Istočno-Slovačko Strojarstvo). VSS je postao stabilan član Čehoslovačke Prve lige i njihov najbolji plasman bio je drugi u sezoni 1970–71. 1971. i 1973. VSS se kvalificirao za Kup UEFA. 1971. slavili su 2-1 protiv moskovskog Spartaka na domaćem terenu, a u Moskvi su remizirali 0-0, tako da su kao prva momčad Slovačke napredovali u grupnu fazu Lige prvaka. Dvije godine kasnije VSS se kvalificirao za Kup UEFA. Protiv Honvéd FC-a pobijedili su 1-0 kod kuće i izgubili 2-5 u gostima. Među najuspješnijim igračima VSS-a su Andrej Kvašňák, Titus Buberník, Jaroslav Pollák, Dušan Galis (obojica prvaci Eura 1976.), Anton Švajlen, Ján Pivarník, Jozef Bomba i Jozef Desiatnik. VSS je 1978. preimenovan u ZŤS Košice.
S novim imenom 1. FC Košice, postaju dvostruki slovački nogometni prvaci (1997., 1998.) ispali su iz prve lige 2003. nakon što je propala predložena prodaja kluba talijanskim vlasnicima 2001. od strane bivšeg vlasnika i pokojnog tajkuna u proizvodnji čelika VSŽ-a Alexandera Rezeša. Iako se Rezešov san da 1. FC Košice pretvori u vrhunski europski klub nikad se nije ostvario, uspio je prosječnog drugoligaša podići u prvu grupnu fazu UEFA Lige prvaka 1997./98. Međutim, neuspjeh sljedeće godine u prolasku u istu fazu velikog europskog natjecanja i neobrana naslova lige, u kombinaciji s promjenom vlasti koja je potkopala položaj klana Rezeš (Alexander Rezeš bio je ministar gospodarstva u Vladi Vladimíra Mečiara u 1994–97) predstavljao je početak kraja "milijunaša". Njihov domaći stadion bio je Všešportový areál.
1. FC je slavno postao prvi slovački klub koji je stigao do unosne grupne faze UEFA Lige prvaka u sezoni 1997-98. Također tijekom ove kampanje Lige prvaka, 1. FC Košice postale su prvi klub u povijesti Lige prvaka koji nije zabilježio niti jedan bod u grupnoj fazi, izgubivši svih svojih šest utakmica.
1. FC Košice najpoznatiji su izvan svoje domovine po svoja dva okršaja s Manchester Unitedom u grupnoj fazi Europske lige prvaka 1997–98. Manchester United je pobijedio u obje utakmice s istim rezultatom, 3-0.
Sezona 2003–04, na rubu financijskog kolapsa i ispadanja iz druge lige, vlasnicima 1. FC-a, pomoć je ponudio predsjednik Steel Trans Ličartovce Blažej Podolák, jedan od favorita za prolaz u premijeru lige te sezone. Steel Trans je platio i stadion Čermeľ u Košicama, gdje su svoje utakmice igrale sve bivše momčadi 1. FC – sada pod zaštitnim krilom Ličartovca. U sezoni 2004/05 1.FC Košice je zapravo postao rezervni tim Steel Trans Ličartovce, igrajući u trećoj ligi, skupini Istok. Košice, drugi po veličini grad u Slovačkoj, sada nije imao klub u prve dvije lige (iako se mnogi mogu sjetiti dva u čehoslovačkoj saveznoj ligi).
Reformiran 17. lipnja 2005., FC Steel Trans Ličartovce preimenovan je u MFK Košice. Sezonu su završili povratkom u prvu ligu. Sljedećih godina MFK je imao manje uspjehe, ali nije uspio osvojiti ligu.
U sezoni 2008./09. klub je osvojio svoj prvi trofej u nekih 11 godina, pobijedivši Artmedia Petržalku u finalnoj utakmici Kupa Slovačke, u Senecu. Utakmica je završila pobjedom od 3-1, a golove su postigli Marko Milinković (28. minuta), Róbert Cicman (56. minuta) i Ján Novák (69. minuta). Pobjeda je Košicama donijela pravo natjecanja u UEFA Europskoj ligi 2009./10., u koju su ušli u trećem pretkolu, u kojem su svladali FK Slaviju Sarajevo ukupnim rezultatom 5:1, a Novák je postigao dva gola. U sljedećem doigravanju, u koje su se kvalificirale 3 od 4 slovačke momčadi (Košice, Žilina i Slovan), Košice su se susrele s AS Romeom, koji je bio 6. momčad Serie A 2008./09. U prvom susretu u Košicama domaći su uspjeli zaprepastiti protivnika golom Milinkovića u ranoj 5. minuti, iako su zahvaljujući dva pogotka Tottija (prvi iz kontroverznog jedanaesterca) i Meneza gostujući pobjednik Vodstvo od 3:1 do 67. minute. Međutim, Ján Novák je postigao dva pogotka, u 71. i 81. minuti, drugi iz jedanaesterca, čime je završio remi 3-3 protiv Rima. Sljedećeg dana naslovi su glasili: "Novák je gotovo zasjenio Tottija". Bio je to jedan od najupečatljivijih rezultata kluba u novijoj povijesti. Nemanja Matić je 2009. ostvario najveći transfer u povijesti kluba, kada je otišao u Chelsea, za procijenjenih 5,5 milijuna eura i sredinom 2010. godine postao jedan od najvećih i najpriznatijih veznjaka u Europi.
MFK Košice osvojio je Kup 2013. – 14., ali njihova kampanja u Europskoj ligi 2014. – 15. nije bila jednaka uspjehu Europskoj ligi 2009. – 10., a Košice su izgubile dvije utakmice od Slovana Liberec, ukupnim rezultatom 0-4.
Povratak brenda FC VSS Košice
U lipnju 2015. MFK Košice je vratio ime FC VSS Košice, nakon što je ispao u slovačku drugu ligu za sezonu 2015-16, čak je klub završio na 6. mjestu u Fortuna Ligi 2014-15, 19 bodova iznad zone ispadanja i. Ispadanje je uzrokovano jer tadašnji MFK Košice, nakon financijskih poteškoća i dugova, nije uspio dobiti licencu. Promjena imena nastala je zbog popularnosti akronima "VSS" iz komunističkog doba, kada je predstavljala "Východoslovenské Strojárne" (Uskršnje slovačko inženjerstvo - veliki poslodavac u Košicama i obližnjoj regiji). Tvrtka je ipak bankrotirala 2013. godine i kao rezultat toga akronim je dobio novo značenje: V - Vernosť, S- Sila, S- Sláva - (Vjernost - Moć - Slava). Klub se nadao povratku u slovačku najvišu ligu unutar jedne sezone.
Iako je osvojio Istočnu skupinu DOXXbet lige 2015-16 s 2 boda prednosti u odnosu na Tatran Prešov, klub je završio na 2. mjestu u ukupnom poretku (prvenstvena skupina), samo 2 boda iza svojih prethodnika Tatran Prešov, koji je slavio povratak u najvišu ligu nakon tri sezone u DOXXbet Liga. Košice nisu uspjele dobiti promaknuće jer nisu podmirile obveze prema Ivanu Đokoviću, koji je igrao za MFK od 2010. do 2012. godine, a SFZ im je presudom FIFA-e oduzeo tri odlučujuća boda za rezultat koji bi im značio spas.
Klub je tako službeno prestao s radom 27. srpnja 2017. U kolovozu je skupina klupskih navijača objavila svoju namjeru ponovnog osnivanja kluba i ulaska u šestu slovačku ligu za sezonu 2018–19, no kasnije su odlučili podržati novi klub FK Košice. Također se još priča i o obnovi brenda VSS.

#### Promjene imena
- 1903: Kassai Atlétikai Club (KAC)
- 1908: Spojen s Kassai Sport Egyesület postaje Kassai Atlétikai Sport Egyesület (KASE)
- 1911: Spojen s Jogász Sport Egyesület
- 1918: SK Sparta Košice
- 1938: Kassai Atlétikai Club (KAC)
- 1945: Ugašen i ponovno utemeljen pod imenom SK Jednota Košice
- 1952: TJ Spartak VSZ Košice
- 1956: Spojen s TJ Spoje Košice postaje TJ Spartak Košice
- 1957:  Spojen s TJ Slavoje Košice postaje TJ Jednota Košice
- 1966: TJ VSS Košice
- 1978: TJ ZTS Košice
- 1992:  Spojen s TJ VSZ Kosice postaje 1. FC Košice
- 2005: Ponovno utemeljen kao MFK Košice (Mestský Futbalový Klub), od FC Steel Trans Ličartovce
- 2015: FC VSS Košice

## Vanjske poveznice
- Službene stranice  Arhivirana inačica izvorne stranice od 14. kolovoza 2015. (Wayback Machine)